# Música de Câmara (livro)
Música de Câmara (no título original em inglês: Chamber Music) é o primeiro livro do escritor irlandês James Joyce. Publicado em 1907, contém trinta e seis poemas que se desenvolvem conforme progride o amor do eu-lírico e sua amada. Simula-se o estilo da poesia elisabetana, com o uso de muitos arcaísmos linguísticos, embora o livro tenha sido referido por Pound por sua inovação no ritmo, derivada do simbolismo, e o autor fizesse uso de alguns neologismos. Há também alusões "antipoéticas": embora o autor tenha imaginado os poemas para serem de fato musicados, afirmou que o título referia-se ao som de urina em um penico (chamber pot).